# Jonáková (Švihovská vrchovina)
Jonáková (462 m n. m., případně 461,6 m n. m.) je vrch nacházející se západně od města Blovice. Nedaleko vrcholu prochází silnice II/178 (Blovice - Vodokrty), modrá turistická trasa (Nepomuk - Štěnovický Borek) a naučná stezka Blovickem pěšky i na kole. Na západním úpatí protéká Podhrázský potok.
Na jižním úpatí se nachází vodojem, který čerpá vodu ze skupinového vodovodu z Plzně a zásobuje vodou Blovice a přilehlé okolí.

## Název
Vrch se v devatenáctém století z velké části nacházel na blovickém obecním pozemku číslo 527 a nazýval se Jonakowa hora, či Honakowa Hora, nebo v roce 1933 Jonákova hora, případně téhož roku 461 m n. m. vysoká Junákova, nebo v rámci III. vojenského mapování v téže výšce Tupej, později ve spisovnější podobě Tupý, případně v téže výšce v podrobnější mapě téhož mapování Dubej.